# Legend Motor Company
Legend Motor Company war ein britischer Hersteller von Automobilen.

## Unternehmensgeschichte
Terry Sands gründete 1997 das Unternehmen in Redditch in der Grafschaft Worcestershire. Er begann mit der Produktion von Automobilen und Kits. Der Markenname lautete Legend. 2001 endete die Produktion. Insgesamt entstanden über 100 Exemplare.

## Fahrzeuge
Das erste und bestverkaufte Modell war der Speedster. Dies war die Nachbildung des Porsche 356 als Speedster, übernommen von Alternative Vehicle Centre. Die Basis bildete in vielen Fällen ein selbst entwickeltes Fahrgestell. Darauf wurde eine offene zweisitzige Karosserie montiert. Verschiedene Motoren vom Alfa Romeo Alfasud, von Subaru, vom VW Käfer und vom VW Typ 4 trieben die Fahrzeuge an. Zwischen 1997 und 2001 entstanden etwa 70 Exemplare.
Der California war ähnlich, aber sportlicher ausgelegt, und fand in der gleichen Zeit etwa 20 Käufer.
Vom Convertible D, einer Ausführung als Cabriolet, entstanden gleichzeitig etwa drei Exemplare.
Der 550 Spyder, eine Nachbildung des Porsche 550, war ein Import aus den USA mit einem eigenen Fahrgestell. Er fand etwa vier Käufer.
Der Ghia hatte seinen Ursprung bei Rudolph Perfect Roadster in Deutschland. Die Evergreen Motor Company importierte den Bausatz und Legend Motor Company überarbeitete ihn. Zwischen 1999 und 2001 entstanden etwa zehn Exemplare.